# Верхівська сільська рада (Барський район)
Верхі́вська сільська́ ра́да — адміністративно-територіальна одиниця та орган місцевого самоврядування в Барському районі Вінницької області. Адміністративний центр — село Верхівка.

## Загальні відомості
- Територія ради: 2,933 км²
- Населення ради: 925 осіб (станом на 2001 рік)
- Територією ради протікає річка Лядова.

## Населені пункти
Сільраді були підпорядковані населені пункти:
- с. Верхівка
- с. Примощаниця

## Склад ради
Рада складалася з 14 депутатів та голови.
- Голова ради: Войтов Григорій Васильович
- Секретар ради: Майданюк Галина Дмитрівна

### Керівний склад попередніх скликань
| Прізвище, ім'я, по батькові | Основні відомості                                                               | Дата обрання | Дата звільнення |
| --------------------------- | ------------------------------------------------------------------------------- | ------------ | --------------- |
| Войтов Григорій Васильович  | Сільський голова, 1971 року народження, освіта середня спеціальна, безпартійний | 26.03.2006   | 31.10.2010      |
| Войтов Григорій Васильович  | Сільський голова, 1971 року народження, освіта середня спеціальна, безпартійний | 31.10.2010   |                 |

Примітка: таблиця складена за даними сайту Верховної Ради України

### Депутати
За результатами місцевих виборів 2010 року депутатами ради стали:

#### За суб'єктами висування
| Суб'єкт висування                         | Кількість обраних депутатів | %    |
| ----------------------------------------- | --------------------------- | ---- |
| Самовисування                             | 7                           | 50   |
| Партія регіонів                           | 5                           | 35,7 |
| Українська республіканська партія «Собор» | 2                           | 14,3 |

#### За округами
| № округу                                  | Прізвище, ім'я, по батькові   | Дата визнання обраним | Освіта             | Партійна приналежність                           | Відомості про обраного депутата                |
| ----------------------------------------- | ----------------------------- | --------------------- | ------------------ | ------------------------------------------------ | ---------------------------------------------- |
| Партія регіонів                           |                               |                       |                    |                                                  |                                                |
| 2                                         | Дмитришена Людмила Василівна  | 02.11.2010            | вища               | позапартійна                                     | Верхівська сільська рада, землевпорядник       |
| 3                                         | Майданюк Галина Дмитрівна     | 02.11.2010            | вища               | позапартійна                                     | Верхівська сільська рада, секретар             |
| 5                                         | Юсупова Наталія Олександрівна | 02.11.2010            | вища               | позапартійна                                     | Верхівська сільська рада, головний бухгалтер   |
| 10                                        | Мусінкевич Ольга Яківна       | 02.11.2010            | вища               | позапартійна                                     | Верхівська амбулаторія, головний лікар         |
| 13                                        | Квасюк Іван Анатолійович      | 02.11.2010            | середня спеціальна | позапартійний                                    | приватний підприємець                          |
| Українська республіканська партія «Собор» |                               |                       |                    |                                                  |                                                |
| 6                                         | Столяр Оксана Володимирівна   | 02.11.2010            | вища               | член Української республіканської партії «Собор» | Кузьминецький ліцей, викладач англійської мови |
| 8                                         | Войтова Альона Василівна      | 02.11.2010            | вища               | член Української республіканської партії «Собор» | Верхівська сільська рада, бібліотекар          |
| Самовисування                             |                               |                       |                    |                                                  |                                                |
| 1                                         | Джог Альфред Опанасович       | 02.11.2010            | вища               | позапартійний                                    | фермерське господарство «Джога», голова        |
| 4                                         | Кирилюк Олена Олександрівна   | 02.11.2010            | середня спеціальна | позапартійна                                     | Верхівська сільська рада, касир                |
| 7                                         | Сольвар Микола Васильович     | 02.11.2010            | вища               | позапартійний                                    | Барський Райагроліс, лісник                    |
| 9                                         | Зубко Анатолій Іванович       | 02.11.2010            | середня спеціальна | позапартійний                                    | СТОВ Прог"рес", зав.відділенням                |
| 11                                        | Комарчук Іван Никифорович     | 02.11.2010            | середня спеціальна | позапартійний                                    | пенсіонер                                      |
| 12                                        | Джог Олена Дмитрівна          | 02.11.2010            | вища               | позапартійна                                     | фермерське господарство «Джога», бухгалтер     |
| 14                                        | Грицак Василь Іванович        | 02.11.2010            | середня спеціальна | позапартійний                                    | фермерське господарство «Смак», водій          |